# المحبارة (القفر)

تعديل مصدري - تعديل

المحبارة محلة تابعة لقرية ظهي، التابعة لعزلة حمير بمديرية القفر إحدى مديريات محافظة إب في الجمهورية اليمنية، بلغ تعداد سكانها 78 حسب تعداد اليمن لعام 2004.